# Giải Mercury
Giải Mercury (tên gốc: Mercury Prize, trước đây tên là Mercury Music Prize) là giải thưởng âm nhạc thường niên, vinh danh album xuất sắc nhất tại Anh Quốc và Ireland. Giải thưởng do Công nghiệp ghi âm Anh và Hiệp hội bán lẻ âm nhạc Anh Quốc thành lập năm 1992, luân phiên với giải Brit. Ban đầu, giải thưởng này được lấy tên và tài trợ bởi Mercury Communications, một nhãn hiệu của Cable & Wireless. Chương trình sau này chuyển sang nhiều nhà tài trợ khác, như Technics (1998–2001), Panasonic (2002–2003), Nationwide Building Society (2004–2008) và Barclaycard (2009–2014). Năm 2015, BBC là đơn vị tài trợ chính của giải thưởng, sau đó vào năm 2016 có nguồn tin công bố công ty Hyundai đã ký một thỏa thuận có thời hạn 3 năm để tài trợ cho sự kiện.
Bất kì album nào được phát hành bởi một nghệ sĩ Anh Quốc và Ireland hoặc một ban nhạc có 50% thành viên mang quốc tịch ở hai quốc gia này — đều có quyền đệ trình đến giải thưởng thông qua hãng thu âm của họ. Danh sách đề cử được chọn lựa từ một ban thẩm định độc lập gồm những nhạc sĩ, nhà đại diện, nhà sản xuất âm nhạc, nhà báo âm nhạc, nhà tổ chức liên hoan và những nhân vật khác trong ngành công nghiệp âm nhạc Anh Quốc và Ireland. Giải thưởng này dành cho tất cả mọi thể loại âm nhạc, bao gồm pop, rock, folk, urban, dance, jazz, blues, điện tử và cổ điển. Buổi trao giải ("Awards Show") diễn ra vào tháng 10, sau khi công bố danh sách đề cử ("Album of the Year Launch") vào tháng 9. Thông thường, nhiều ban nhạc có album đề cử hoặc thắng giải đều gia tăng doanh số bán ra, đặc biệt với những tên tuổi chưa được biết đến. Mỗi nghệ sĩ lọt vào danh sách đề cử đều nhận một chiếc cúp "Album của năm" tại lễ trao giải. Khác với nhiều giải thưởng âm nhạc, quán quân giải Mercury còn nhận một tấm séc; năm 2017, giá trị giải thưởng là 25.000 bảng Anh. Người thắng giải cũng nhận một chiếc cúp chung cuộc.
Cho đến nay, PJ Harvey là nghệ sĩ duy nhất thắng nhiều hơn 1 giải (năm 2001 và 2011). Cô cũng là nữ nghệ sĩ đơn ca đầu tiên thắng giải. Alex Turner đã giành năm đề cử trên tư cách thành viên của Arctic Monkeys và The Last Shadow Puppets và có một chiến thắng. Thom Yorke có 6 đề cử, 5 lần với Radiohead và một lần với The Eraser nhưng chưa bao giờ đoạt giải.

## Danh tiếng
Giải Mercury có thể gây nhiều ảnh hưởng đến số đĩa bán ra của các nghệ sĩ đề cử. The Seldom Seen Kid của Elbow tăng đến 700% doanh số sau khi đoạt giải năm 2008. Trong bài diễn văn nhận giải, trưởng nhóm Guy Garvey phát biểu rằng "Đây là điều tuyệt nhất đối với chúng tôi". Tương tự, doanh số album của The xx cũng tăng đến 450% sau ngày thắng giải năm 2010 và nhà quán quân năm 2013, James Blake tăng đến 2.500% doanh số trên hệ thống Amazon. Let England Shake của PJ Harvey nhảy từ hạng 181 lên hạng 24 trên bảng xếp hạng UK Albums Chart sau tuần lễ đăng quang năm 2011.
Dù được đánh giá cao, nhiều người cho rằng nghệ sĩ có album đề cử hoặc thắng giải thưởng này có thể là một điềm gở trong sự nghiệp của họ. Năm 2001, ban nhạc Gorillaz mong muốn rút đề cử cho album đầu tay cùng tên, khi tay bass Murdoc Niccals phát biểu nếu chiến thắng sẽ "giống như đeo một vật xui xẻo ("albatross") trên cổ đến vĩnh viễn".
Theo quy định, tất cả thể loại âm nhạc đều có quyền đệ trình một cách công bằng. Simon Frith, chủ tịch hội đồng giám khảo của giải Mercury, khẳng định tác phẩm được chọn là những album "mạnh nhất" mỗi năm, thay vì phân theo dòng nhạc. Dù vậy, nhiều người cho rằng sự xuất hiện của nhạc cổ điển, folk và jazz là bất thường so với những đề cử còn lại. Những nghệ sĩ từng có một album được đề cử gồm có Sir John Tavener, Sir Peter Maxwell Davies, Gavin Bryars và Nicholas Maw. Chưa có ai trong số họ từng giành chiến thắng, đồng thời chưa có album nhạc cổ điển nào lọt vào danh sách kể từ năm 2002.
Ban tổ chức gây nhiều tranh cãi khi trao giải cho những cá nhân ít nổi bật hơn những cái tên được yêu thích. Giải thưởng năm 1994 thuộc về Elegant Slumming của ban nhạc pop M People thay vì những album ăn khách hơn trong đề cử như Paul Weller, Blur và Pulp của dòng nhạc Britpop, hay nhóm nhạc điện tử The Prodigy.
Năm 2005, nhiều nhà báo chỉ trích giải thưởng vì trao giải cho I Am a Bird Now của Antony and the Johnsons, khi họ thành lập tại Mỹ thay vì Anh Quốc như trong tiêu chí của ban tổ chức. Năm 2006, album kết hợp giữa Isobel Campbell và Mark Lanegan, Ballad of the Broken Seas lọt vào bảng đề cử, dù Lanegan là người Mỹ và chỉ hợp lệ nhờ quốc tịch Anh của Campbell. Cùng năm đó, ban nhạc Guillemots giành được một suất trong danh sách đề cử, có thành viên xuất thân từ Brazil và Canada, dù phần lớn nhóm của họ là người Anh.
Tiêu chí gần đây của giải thưởng khẳng định tất cả album hợp lệ phải được bày bán một cách toàn diện dưới định dạng CD hoặc kỹ thuật số tại Anh Quốc. Tháng 9 năm 2013, nhạc công guitar và giọng ca Kevin Shields của ban nhạc My Bloody Valentine bày tỏ sự lo ngại trước giải thưởng trong một cuộc phỏng vấn với báo The Guardian; anh cáo buộc ban tổ chức "ngăn chặn" việc phát hành album của họ, m b v lọt vào danh sách đề cử vì đã tuân theo điều lệ trên.
Dòng nhạc heavy metal cũng bị cho là "xem nhẹ" tại giải thưởng này; một bài báo 2013 của Vice có viết "Metal chắc chắn chưa bao giờ được để ý tới", thậm chí nó còn không xuất hiện trong mẫu thông tin danh sách chính thức: 'Giải thưởng dành cho tất cả các dòng nhạc như pop, rock, folk, urban, dance, jazz, blues, electronica, cổ điển,...'" Trường hợp duy nhất bản ghi nhạc metal giành được đề cử cho giải Mercury là Troublegum của ban nhạc Therapy?. Năm 2011, chủ tịch hội đồng giám khảo Simon Frith phát biểu "[Metal] là dòng nhạc mà nhiều người không nghe đến."

## Danh sách rút gọn người chiến thắng và được đề cử

### Thập niên 1990
| Năm  | Đoạt giải                       | Danh sách đề cử | Chân dung | Chú thích |
| ---- | ------------------------------- | --- | --------- | --------- |
| 1992 | Primal Scream – Screamadelica   | - Barry Adamson – Soul Murder - Erasure – Chorus - Jah Wobble's Invaders of the Heart – Rising Above Bedlam - The Jesus and Mary Chain – Honey's Dead - Bheki Mseleku – Celebration - Saint Etienne – Foxbase Alpha - Simply Red – Stars - U2 – Achtung Baby - John Tavener & Steven Isserlis – The Protecting Veil - Young Disciples – Road to Freedom                                                                        |           | [ 37 ]    |
| 1993 | Suede – Suede                   | - Apache Indian – No Reservations - The Auteurs – New Wave - Gavin Bryars – Jesus' Blood Never Failed Me Yet - Dina Carroll – So Close - East 17 – Walthamstow - PJ Harvey – Rid of Me - New Order – Republic - Stereo MCs – Connected - Sting – Ten Summoner's Tales - Stan Tracey – Portraits Plus |           | [ 38 ]    |
| 1994 | M People – Elegant Slumming     | - Blur – Parklife - Ian McNabb – Head Like A Rock - Shara Nelson – What Silence Knows - Michael Nyman – The Piano Concerto/MGV - Primal Scream – Give Out But Don't Give Up - The Prodigy – Music for the Jilted Generation - Pulp – His 'n' Hers - Take That – Everything Changes - Therapy? – Troublegum - Paul Weller – Wild Wood                                                                                           |           | [ 39 ]    |
| 1995 | Portishead – Dummy              | - Guy Barker – Into the Blue - The Boo Radleys – Wake Up! - Elastica – Elastica - PJ Harvey – To Bring You My Love - Leftfield – Leftism - James MacMillan – Seven Last Words from the Cross - Van Morrison – Days Like This - Oasis – Definitely Maybe - Supergrass – I Should Coco - Tricky – Maxinquaye |           | [ 40 ]    |
| 1996 | Pulp – Different Class          | - Artists for War Child – Help - Black Grape – It's Great When You're Straight... Yeah - Peter Maxwell Davies/BBC Philharmonic – The Beltane Fire / Caroline Mathilde - Manic Street Preachers – Everything Must Go - Mark Morrison – Return of the Mack - Oasis – (What's the Story) Morning Glory? - Courtney Pine – Modern Day Jazz Stories - Underworld – Second Toughest in the Infants - Norma Waterson – Norma Waterson |           | [ 41 ]    |
| 1997 | Roni Size/Reprazent – New Forms | - The Chemical Brothers – Dig Your Own Hole - Beth Orton – Trailer Park - Primal Scream – Vanishing Point - The Prodigy – The Fat of the Land - Radiohead – OK Computer - Spice Girls – Spice - Suede – Coming Up - John Tavener – Svyati - Mark-Anthony Turnage – Your Rockaby |           | [ 40 ]    |
| 1998 | Gomez – Bring It On             | - 4hero – Two Pages - Asian Dub Foundation – Rafi's Revenge - Eliza Carthy – Red Rice - Catatonia – International Velvet - Cornershop – When I Was Born for the 7th Time - Massive Attack – Mezzanine - Propellerheads – Decksandrumsandrockandroll - Pulp – This Is Hardcore - John Surman – Proverbs & Songs - The Verve – Urban Hymns - Robbie Williams – Life thru a Lens                                                  |           | [ 40 ]    |
| 1999 | Talvin Singh – Ok               | - Thomas Adès – Asyla - Denys Baptiste – Be Where You Are - Black Star Liner – Bengali Bantam Youth Experience! - Blur – 13 - The Chemical Brothers – Surrender - Faithless – Sunday 8PM - Manic Street Preachers – This Is My Truth Tell Me Yours - Beth Orton – Central Reservation - Kate Rusby – Sleepless - Stereophonics – Performance and Cocktails - Underworld – Beaucoup Fish                                        |           | [ 42 ]    |

### Thập niên 2000
| Năm  | Đoạt giải                                                      | Danh sách đề cử | Chân dung | Chú thích |
| ---- | -------------------------------------------------------------- | --- | --------- | --------- |
| 2000 | Badly Drawn Boy – The Hour of Bewilderbeast                    | - Richard Ashcroft – Alone with Everybody - Coldplay – Parachutes - M. J. Cole – Sincere - Death in Vegas – The Contino Sessions - The Delgados – The Great Eastern - Doves – Lost Souls - Helicopter Girl – How to Steal the World - Leftfield – Rhythm and Stealth - Nicholas Maw – Violin Concerto - Nitin Sawhney – Beyond Skin - Kathryn Williams – Little Black Numbers                                            |           | [ 43 ]    |
| 2001 | PJ Harvey – Stories from the City, Stories from the Sea        | - Basement Jaxx – Rooty - Elbow – Asleep in the Back - Goldfrapp – Felt Mountain - Gorillaz – Gorillaz (hủy đề cử thông qua đề nghị của ban nhạc) - Ed Harcourt – Here Be Monsters - Tom McRae – Tom McRae - Radiohead – Amnesiac - Susheela Raman – Salt Rain - Super Furry Animals – Rings Around the World - Turin Brakes – The Optimist LP - Zero 7 – Simple Things                                                  |           | [ 45 ]    |
| 2002 | Ms. Dynamite – A Little Deeper                                 | - Guy Barker – Soundtrack - The Bees – Sunshine Hit Me - David Bowie – Heathen - The Coral – The Coral - Doves – The Last Broadcast - The Electric Soft Parade – Holes in the Wall - Gemma Hayes – Night on My Side - Beverley Knight – Who I Am - Roots Manuva – Run Come Save Me - Joanna MacGregor – Play - The Streets – Original Pirate Material                                                                    |           | [ 46 ]    |
| 2003 | Dizzee Rascal – Boy in da Corner                               | - Athlete – Vehicles and Animals - Eliza Carthy – Anglicana - Coldplay – A Rush of Blood to the Head - The Darkness – Permission to Land - Floetry – Floetic - Soweto Kinch – Conversations with the Unseen - Lemon Jelly – Lost Horizons - The Thrills – So Much for the City - Martina Topley-Bird – Quixotic - Radiohead – Hail to the Thief - Terri Walker – Untitled                                                |           | [ 47 ]    |
| 2004 | Franz Ferdinand – Franz Ferdinand                              | - Basement Jaxx – Kish Kash - Belle & Sebastian – Dear Catastrophe Waitress - Jamelia – Thank You - Keane – Hopes and Fears - Snow Patrol – Final Straw - Joss Stone – The Soul Sessions - The Streets – A Grand Don't Come for Free - Ty – Upwards - Amy Winehouse – Frank - Robert Wyatt – Cuckooland - The Zutons – Who Killed...... The Zutons?                                                                      |           | [ 48 ]    |
| 2005 | Antony and the Johnsons – I Am a Bird Now                      | - Bloc Party – Silent Alarm - Coldplay – X&Y - Hard-Fi – Stars of CCTV - Kaiser Chiefs – Employment - KT Tunstall – Eye to the Telescope - MIA – Arular - Maxïmo Park – A Certain Trigger - Polar Bear – Held on the Tips of Fingers - Seth Lakeman – Kitty Jay - The Go! Team – Thunder, Lightning, Strike - The Magic Numbers – The Magic Numbers                                                                      |           | [ 32 ]    |
| 2006 | Arctic Monkeys – Whatever People Say I Am, That's What I'm Not | - Isobel Campbell và Mark Lanegan – Ballad of the Broken Seas - Editors – The Back Room - Guillemots – Through the Windowpane - Richard Hawley – Coles Corner - Hot Chip – The Warning - Muse – Black Holes & Revelations - Zoe Rahman – Melting Pot - Lou Rhodes – Beloved One - Scritti Politti – White Bread Black Beer - Sway – This Is My Demo - Thom Yorke – The Eraser                                            |           | [ 49 ]    |
| 2007 | Klaxons – Myths of the Near Future                             | - Arctic Monkeys – Favourite Worst Nightmare - Basquiat Strings with Seb Rochford – Basquiat Strings - Bat for Lashes – Fur and Gold - Dizzee Rascal – Maths + English - Maps – We Can Create - New Young Pony Club – Fantastic Playroom - Fionn Regan – The End of History - Jamie T – Panic Prevention - The View – Hats Off to the Buskers - Amy Winehouse – Back to Black - Young Knives – Voices of Animals and Men |           | [ 50 ]    |
| 2008 | Elbow – The Seldom Seen Kid                                    | - Adele – 19 - British Sea Power – Do You Like Rock Music? - Burial – Untrue - Estelle – Shine - The Last Shadow Puppets – The Age of the Understatement - Laura Marling – Alas, I Cannot Swim - Neon Neon – Stainless Style - Robert Plant & Alison Krauss – Raising Sand - Portico Quartet – Knee Deep in the North Sea - Radiohead – In Rainbows - Rachel Unthank and the Winterset – The Bairns                      |           | [ 51 ]    |
| 2009 | Speech Debelle – Speech Therapy                                | - Bat for Lashes – Two Suns - Florence and the Machine – Lungs - Friendly Fires – Friendly Fires - Glasvegas – Glasvegas - Lisa Hannigan – Sea Sew - The Horrors – Primary Colours - The Invisible – The Invisible - Kasabian – West Ryder Pauper Lunatic Asylum - La Roux – La Roux - Led Bib – Sensible Shoes - Sweet Billy Pilgrim – Twice Born Men                                                                   |           | [ 52 ]    |

### Thập niên 2010
| Năm  | Đoạt giải                              | Danh sách đề cử | Chân dung | Chú thích     |
| ---- | -------------------------------------- | --- | --------- | ------------- |
| 2010 | The xx – xx                            | - Biffy Clyro – Only Revolutions - Corinne Bailey Rae – The Sea - Dizzee Rascal – Tongue n' Cheek - Foals – Total Life Forever - I Am Kloot – Sky at Night - Kit Downes Trio – Golden - Laura Marling – I Speak Because I Can - Mumford & Sons – Sigh No More - Paul Weller – Wake Up the Nation - Villagers – Becoming a Jackal - Wild Beasts – Two Dancers |           | [ 53 ]        |
| 2011 | PJ Harvey – Let England Shake          | - Adele – 21 - Anna Calvi – Anna Calvi - Elbow – Build a Rocket Boys! - Everything Everything – Man Alive - Ghostpoet – Peanut Butter Blues & Melancholy Jam - Gwilym Simcock – Good Days at Schloss Elmau - James Blake – James Blake - Katy B – On a Mission - King Creosote & Jon Hopkins – Diamond Mine - Metronomy – The English Riviera - Tinie Tempah – Disc-Overy | PJ Harvey | [ 54 ]        |
| 2012 | Alt-J – An Awesome Wave                | - Ben Howard – Every Kingdom - Django Django – Django Django - Field Music – Plumb - Richard Hawley – Standing at the Sky's Edge - Michael Kiwanuka – Home Again - Lianne La Havas – Is Your Love Big Enough? - Sam Lee – Ground of its Own - The Maccabees – Given to the Wild - Plan B – ill Manors - Roller Trio – Roller Trio - Jessie Ware – Devotion |           | [ 55 ] [ 56 ] |
| 2013 | James Blake – Overgrown                | - Arctic Monkeys – AM - David Bowie – The Next Day - Disclosure – Settle - Foals – Holy Fire - Jake Bugg – Jake Bugg - Jon Hopkins – Immunity - Laura Marling – Once I Was an Eagle - Laura Mvula – Sing to the Moon - Rudimental – Home - Savages – Silence Yourself - Villagers – {Awayland} |           | [ 57 ] [ 58 ] |
| 2014 | Young Fathers – Dead                   | - Anna Calvi – One Breath - Bombay Bicycle Club – So Long, See You Tomorrow - Damon Albarn – Everyday Robots - East India Youth – Total Strife Forever - FKA twigs – LP1 - GoGo Penguin – V2.0 - Jungle – Jungle - Kate Tempest – Everybody Down - Nick Mulvey – First Mind - Polar Bear – In Each and Every One - Royal Blood – Royal Blood |           | [ 59 ]        |
| 2015 | Benjamin Clementine – At Least for Now | - Aphex Twin – Syro - Gaz Coombes – Matador - C Duncan – Architect - Eska – Eska - Florence and the Machine – How Big, How Blue, How Beautiful - Ghostpoet – Shedding Skin - Róisín Murphy – Hairless Toys - Slaves – Are You Satisfied? - SOAK – Before We Forgot How to Dream - Wolf Alice – My Love Is Cool - Jamie xx – In Colour |           | [ 60 ]        |
| 2016 | Skepta – Konnichiwa                    | - Anohni – Hopelessness - Bat for Lashes – The Bride - David Bowie – Blackstar - Jamie Woon – Making Time - Kano – Made in the Manor - Laura Mvula – The Dreaming Room - Michael Kiwanuka – Love & Hate - Radiohead – A Moon Shaped Pool - Savages – Adore Life - The 1975 – i like it when you sleep, for you are so beautiful yet so unaware of it - The Comet Is Coming – Channel the Spirits - Radiohead – A Moon Shaped Pool - Savages – Adore Life - Jamie Woon – Making Time |           | [ 61 ]        |
| 2017 | Sampha – Process                       | - alt-J – Relaxer - The Big Moon – Love in the 4th Dimension - Blossoms – Blossoms - Loyle Carner – Yesterday's Gone - Dinosaur – Together, As One - Glass Animals – How to Be a Human Being - J Hus – Common Sense - Ed Sheeran – ÷ - Stormzy – Gang Signs & Prayer - Kate Tempest – Let Them Eat Chaos - The xx – I See You |           | [ 62 ]        |
| 2018 | Wolf Alice – Visions of a Life         | - Arctic Monkeys – Tranquility Base Hotel & Casino - Everything Everything – A Fever Dream - Everything Is Recorded – Everything Is Recorded - Florence + the Machine – High as Hope - Jorja Smith – Lost & Found - King Krule – The Ooz - Lily Allen – No Shame - Nadine Shah – Holiday Destination - Noel Gallagher's High Flying Birds – Who Built the Moon? - Novelist – Novelist Guy - Sons of Kemet – Your Queen Is a Reptile                                                 |           | [ 63 ]        |
| 2019 | Dave — Psychodrama                     | - The 1975 — A Brief Inquiry Into Online Relationships - Fontaines D.C. — Dogrel - SEED Ensemble — Driftglass - Foals — Everything Not Saved Will Be Lost – Part 1 - Little Simz — Grey Area - Anna Calvi — Hunter - Idles — Joy as an Act of Resistance - slowthai — Nothing Great About Britain - Cate Le Bon — Reward - Nao — Saturn - Black Midi — Schlagenheim |           | [ 64 ]        |

### Thập niên 2020
| Năm           | Đoạt giải                                    | Danh sách đề cử | Chân dung | Chú thích     |
| ------------- | -------------------------------------------- | --- | --------- | ------------- |
| 2020          | Michael Kiwanuka – Kiwanuka                  | - Anna Meredith – Fibs - Charli XCX – How I'm Feeling Now - Dua Lipa – Future Nostalgia - Georgia – Seeking Thrills - Kano – Hoodies All Summer - Lanterns on the Lake – Spook the Herd - Laura Marling – Song for Our Daughter - Moses Boyd – Dark Matter - Porridge Radio – Every Bad - Sports Team – Deep Down Happy - Stormzy – Heavy Is the Head                           |           | [ 65 ] [ 66 ] |
| 2021          | Arlo Parks – Collapsed in Sunbeams           | - Berwyn – Demotape/Vega - Black Country, New Road – For the First Time - Celeste – Not Your Muse - Floating Points, Pharoah Sanders và London Symphony Orchestra – Promises - Ghetts – Conflict of Interest - Hannah Peel – Fir Wave - Laura Mvula – Pink Noise - Mogwai – As the Love Continues - Nubya Garcia – Source - Sault – Untitled (Rise) - Wolf Alice – Blue Weekend |           | [ 67 ] [ 68 ] |
| 2022 (thứ 31) | Little Simz – Sometimes I Might Be Introvert | - Fergus McCreadie – Forest Floor - Gwenno – Tresor - Harry Styles – Harry's House - Jessie Buckley & Bernard Butler – For All Our Days That Tear the Heart - Joy Crookes – Skin - Kojey Radical – Reason to Smile - Nova Twins – Supernova - Sam Fender – Seventeen Going Under - Self Esteem – Prioritise Pleasure - Wet Leg – Wet Leg - Yard Act – The Overload              |           | [ 69 ] [ 70 ] |
| 2023 (thứ 32) | Ezra Collective – Where I'm Meant to Be      | - Arctic Monkeys – The Car - Fred Again – Actual Life 3 (January 1 – September 9 2022) - J Hus – Beautiful and Brutal Yard - Jessie Ware – That! Feels Good! - Jockstrap – I Love You Jennifer B - Lankum – False Lankum - Loyle Carner – Hugo - Olivia Dean – Messy - Raye – My 21st Century Blues - Shygirl – Nymph - Young Fathers – Heavy Heavy                             |           | [ 71 ] [ 72 ] |
| 2024 (thứ 33) | English Teacher – This Could Be Texas        | - Barry Can't Swim – When Will We Land? - Berwyn – Who Am I - Beth Gibbons – Lives Outgrown - Cat Burns – Early Twenties - Charli XCX – Brat - CMAT – Crazymad, for Me - Corinne Bailey Rae – Black Rainbows - corto.alto – Bad With Names - Ghetts – On Purpose, with Purpose - Nia Archives – Silence Is Loud - The Last Dinner Party – Prelude to Ecstasy                    |           | [ 73 ] [ 74 ] |

## Các kỷ lục

### Nghệ sĩ giành nhiều chiến thắng
2 lần chiến thắng
- PJ Harvey

### Nghệ sĩ giành nhiều đề cử
Danh sách dưới đây được liệt kê cho những ban nhạc/nghệ sĩ có từ hai đề cử trở lên với cùng một nghệ danh. Danh sách không bao gồm những lần xuất hiện trong các nhạc phẩm tuyển tập (ví dụ như Artists for War Child) hoặc các cá nhân nhận đề cử riêng với tư cách một nghệ sĩ độc tấu và thành viên nhóm nhạc (chẳng hạn như Robbie Williams với album đơn ca Life thru a Lens và album Everything Changes của Take That).
| 5 đề cử - Radiohead 4 đề cử - Arctic Monkeys - PJ Harvey 3 đề cử - Bat for Lashes - David Bowie - Coldplay - Dizzee Rascal - Elbow - Foals - Florence and the Machine - Laura Marling - Primal Scream - Pulp | 2 đề cử - Adele - alt-J - Guy Barker - Basement Jaxx - James Blake - Blur - Anna Calvi - Eliza Carthy - The Chemical Brothers - Doves - Everything Everything - Ghostpoet - Richard Hawley - Jon Hopkins - Michael Kiwanuka | - Leftfield - Manic Street Preachers - Laura Mvula - Oasis - Beth Orton - Polar Bear - The Prodigy - Savages - The Streets - Suede - John Tavener - Kate Tempest - Underworld - Villagers - Paul Weller - Amy Winehouse - Wolf Alice - The 1975 - The xx |